# Erik Blütgen-Petersen
Erik Blütgen-Petersen med dæknavnet Skyggen (10. januar 1923 – 19. april 1986) var en dansk frihedskæmper fra modstandsgruppen Holger Danske og tilknyttet den engelske tjeneste Secret Intelligence Service (SIS).
Han var ingeniørstuderende. I Holger Danske medvirkede han til sabotage og som hjælper.